# پارک ملی هوستای
پارک ملی هوستای (به لاتین: Hustai National Park) یک پارک ملی در مغولستان است که در نزدیکی اولان‌باتور واقع شده‌است.